# 奥田宏司
奥田 宏司（おくだ ひろし、1947年 - ）は、日本の経済学者。専門は国際金融論。学位は、経済学博士（京都大学・論文博士・1989年）（学位論文「多国籍銀行とユーロカレンシー市場 : : ドル体制の形成と展開」）。立命館大学名誉教授。

## 略歴
京都市生まれ。京都市立日吉ヶ丘高等学校・同志社大学経済学部卒業後、京都大学大学院経済学研究科修了。大分大学経済学部講師・助教授、立命館大学国際関係学部教授を歴任。
1989年学位論文「多国籍銀行とユーロカレンシー市場 : : ドル体制の形成と展開」で京都大学より経済学博士の学位を取得。

## 著書

### 単著
- 『多国籍銀行とユーロ・カレンシー市場――ドル体制の形成と展開』（同文舘出版, 1988年）
- 『途上国債務危機とIMF, 世界銀行――80年代のブレトンウッズ機関とドル体制』（同文舘出版, 1989年）
- 『日本の国際金融とドル・円――本邦外国為替銀行の役割』（青木書店, 1992年）
- 『ドル体制と国際通貨――ドルの後退とマルク、円』（ミネルヴァ書房, 1996年）
- 『両大戦間期のポンドとドル――「通貨戦争」と「相互依存」の世界』（法律文化社, 1997年）
- 『ドル体制とユーロ、円』（日本経済評論社, 2002年）
- 『円とドルの国際金融――ドル体制下の日本を中心に』（ミネルヴァ書房, 2007年）

### 共著
- （関下稔）『多国籍銀行――国際金融不安の主役』（有斐閣, 1984年）

### 編著
- 『今日の世界経済と日本 (2) ドル体制の危機とジャパンマネー』（青木書店, 1992年）

### 共編著
- （関下稔）『多国籍銀行とドル体制――国際金融不安の構図』（有斐閣, 1985年）
- （横田綏子・神沢正典）『国際金融のすべて』（法律文化社, 1999年）
- （中村雅秀・田中祐二）『グローバル戦略の新世紀パラダイム』（晃洋書房, 2004年）
- （安藤次男・原毅彦・本名純）『ニューフロンティア国際関係』（東信堂, 2006年）
- （佐藤誠・原毅彦・文京洙）『エティック国際関係学』（東信堂, 2011年）